# Maydan Shahr
Maydan Shahr é uma cidade do Afeganistão localizada na província de Vardak.